# جافيد حسين
جافيد حسين (بالأردوية: جاويد حسين )‏, (من مواليد 3 مارس 1944) دبلوماسي باكستاني، وكان له حياة مهنية متميزة شغل خلالها منصب سفير باكستان في هولندا (1992-1995)، وفي جمهورية كوريا (1995-1997) وفي إيران (1997-2003).
خلال فترة عمله في طهران كان أيضًا المندوب الدائم لباكستان لدى منظمة التعاون الاقتصادي (ايكو). في أغسطس 1999، ترقى السفير جافيد حسين إلى ببس-22، وهي أعلى درجة في الخدمة المدنية الباكستانية (تعادل رتبة وزير الخارجية / نائب وزير الخارجية). من يناير 2003 إلى مارس 2004، كما كان المسؤول الأعلى خدمة في السلك الدبلوماسي الباكستاني. وكان آخر منصب شغله في السلك الدبلوماسي الباكستاني هو مدير عام أكاديمية الخدمة الخارجية من 2003 إلى 2004.
جافيد حسين هو أيضًا مؤلف وكاتب عمود منتظم، يُركَّز على العلاقات الدولية والسياسة العامة والتنمية الاقتصادية  حاليًا، يكتب عمودًا نصف شهريًا في صحيفة الأمة اليومية.وقد كتب سابقًا أيضًا في صحيفة داون والصحف اليومية الأخبارية الدولية.
يشغل جافيد حسين حاليًا منصب رئيس مجلس لاهور للشؤون العالمية. وهو أيضًا رئيس مجلس إدارة مؤسسة ممتاز حسين الخيرية.